# Шатойцы
Шатой, Шотой (чечен. Шуотой; в русских источниках также известны как шубуты, шибуты, шубухи, тшанские люди) — один из девяти чеченских тукхумов и военно-политических объединений.

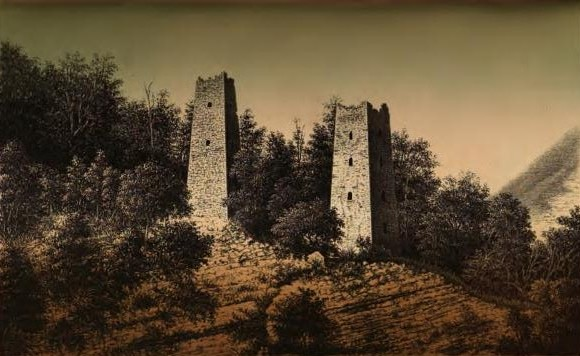
Шатойские башни. Генрих Дюстердик. Литография. Опубликована в 1868 году

## История
В конце XVI — первой половине XVII века одним из наиболее активных чеченских обществ были шибуты, территория которых располагалась в Аргунском ущелье. Царская администрация уделяла особое внимание Аргунскому ушелью, поскольку через него проходил один из путей, связывающих Терский город с Грузией. В  XVII веке в «Шибутской земле» было 19 поселений и 240 дворов.
С Средневековья шатойцы составляли союз сельских общин, управлявшихся «выборными стариками и начальными людьми». В XVII веке шатойцы были вовлечены в политические отношения Грузии и Москвы, в 1650-х годах они вошли в союз с тушинцами и хевсурами, направленный против присутствия персов в Кахетии. В это время шатойцы могли выставить отряд из тысячи «ратных людей».
В 1650—1660-х годах шатойцы стали играть более заметную роль в политической жизни Северного Кавказа. Теймураз I, царь Восточной Грузии, потеряв поле долгой борьбы с захватчиками из Персии свои владения в Картли и Кахети, отступил в ущелья Кавказского хребта, где нашёл поддержку у тушин, пшавов, хевсур, кистин и шибутян. Здесь Теймураз хотел создать плацдарм для борьбы за освобождение Грузии. Аргунское ущелье стало важным местом в планах Теймураза и русского правительства. Оно было главной дорогой в центральной части Чечни, от которой шли пути почти во все горные общества Чечни, в Дагестан, в Хевсуретию, Пшавию и Тушетию. Теймуразом был предложен Москве план военных действий против Персии, по которому предполагалось отправить русские войска через Чечню в Закавказье, к которым должны были присоединиться ополчения шибутян, тушин, пшавов и хевсур. План был отвергнут из-за нежелания России конфликта с Сефевидами. Идея создания опорной базы в южной части Чечни и горной Грузии была возрождена при царе Ираклии I.
В 1659 году шатойцы были в составе горского ополчения, освободившего Кахетию от иранцев.

### Первые упоминания
Некоторые чеченские горные общества были не только хорошо известны, но и с ними были налажены отношения. К примеру, шатойцы, под именами «шубуты», «шубуцкая земля» фигурируют в документах 1657, 1661, 1665 гг., под именами «тумцой», «мулхи», «баранцев земли» чеченские тайпы тумсой, мулкой, варандой соответственно.
Голландский картограф Витзен, побывавший в 1664—1665 годах в Москве и Терках, в своей книге «Путешествие в Московию» упоминает шатойцев под названием Шубут.

### Кавказская война
В период Кавказской войны имамом Шамилем было образовано Шатойское наибство. Шатойцы составляли горный оплот Имамата.
После изгнания Шамиля из Дагестана, после его приезда в Чечню, он перебрался в Шатой. Семья Шамиля в течение двух лет проживала у Батуко Шатоевского в Памятое селении Гуш-Керт. Туда же приезжали такие знаменитые и уважаемые в обществе личности, как Ташу-Хаджи, Наиб Шоип, Иса Гендергеноевский, Мааш Зумсоевский и другие. Батуко сопровождал Шамиля во многих походах, в ходе борьбы против царских войск, также отбил наступление на Горную Чечню в районе Дуба-Юрта.
Шубуты или Шаток обитают в долине верхнего течения Аргуна, в числе около 15,000 душ... Состав: Шатоевцы, Чантийцы, Дзумсой и друг. общества.Статистика 1859 года
Турецкий офицер, Гусейн эфенди, волей судьбы оказавшийся среди Чеченцев. Не скрывая своего изумления и восхищения писал он:
Горцы, воюя с Русскими, стоят бесперерывно в боях. - Не получая не ни денег, ни продовольствия, ничего в буквальном смысле.
Я боюсь Аллаха не сказать правды, что горцы, в особенности Шатоевцы, стоят много.
Им не страшен ни враг, ни мороз, ни бедность, по первому моему клику выступают в поход. Если мы их не поблагодарим, то Аллах их поблагодарит.

Я Турок, но они Чеченцы, и за веру стоящие. Смело скажу, не видел ничего подобного. От горцев никогда не оторвусь

### Штурм Шатоя
Исходя из хронологии архивных данных: «Акты, собранные Кавказской археографической комиссией» и фундаментального издания: «Чечня на завершающем этапе Кавказской войны»:
Закончив строительство Аргунского укрепления, Евдокимов решил продолжить наступление вверх по Аргунскому ущелью. 4 июля 1858 года передовые части армии, под командованием Евдокимова, вышли на стратегическое урочище в районе нынешнего села Зоны. Затем, совершив отвлекающий манёвр в сторону Ведено, 8 июля 1858 года Евдокимов предпринял ожесточенный штурм, с применением всей артиллерии на укрепления шатойцев вверх по ущелью. Русский отряд едва не был разбит. В конечном итоге, благодаря артиллерии и новейшему стрелковому оружию с механическим затвором и почти метровым штыком, русские войска одержали победу над укреплениями в Аргунских воротах.
30 июля 1858 года, после длительной артиллерийской подготовки и ожесточенного сражения была захвачена и столица Шатойского вилайета — Шатой.

### Сражение за Шатой в 2000 году
Эпизод Второй чеченской войны, в ходе которого 22—29 февраля 2000 года развернулась ожесточённая битва за чеченский райцентр Шатой — последнюю крупную базу вооруженных сил ЧРИ. Общая численность ВС ЧРИ оценивалась в 3000 человек (хотя из Грозного прорвалось около 2000 бойцов). Ими предводительствовали практически все известные полевые командиры, включая Масхадова, Ахмадова, Гелаева, Хаттаба и Басаева. Представителем шатойского общества являлся вице-президент ЧРИ Зелимхан Яндарбиев.

## Расселение
В основном расселён в Шатойском районе в следующих сёлах: Асланбек-Шерипово, Большие Варанды, Лаха-Варанды, Сюжи, Борзой, Рядухой, Тумсой, Вашиндарой, Высокогорное, Горгачи, Улус-Керт, Ярышмарды, Дачу-Борзой, Зоны, Дай, Нихалой, Памятой, Гуш-Керт, Бекум-Кале, Вярды, Сатти, Урдюхой, Юкерч-Келой, Хал-Килой, Саной, Харсеной, Малый Харсеной, Шатой, Хаккой.
Также представители туккхума основали на равнине крупные сёла, например: Чири-Юрт, Дуба-Юрт, Сельментаузен, Старые Атаги, Алхазурово, Гойты, Чишки, Гой-Чу (Саади-Котор), Гойское.

## Тайпы
Историческая территория расселения общества соответствуют современному Шатойскому району Чечни.
По мнению А. Сулейманова, в общество Шуотой входят тайпы: Хьаккой,Нихалой, Пхьамтой, ГIаьтти, Вашандарой, ХьалгІий, Саьттой, Саной, Тумсой, Борзхой, Варандой, Келой. Саьрбалой и Лаьшкарой, проживавшие в шаро-аргунской котловине, также относят себя к шуотой. Жители Борзой исторически не являются тайпом, однако некоторые представляются от имени селения.
| Список тайпов тукхума | Список тайпов тукхума | Список тайпов тукхума                                                            |
| Название              | Название              | Родовые центры                                                                   |
| --------------------- | --------------------- | -------------------------------------------------------------------------------- |
| Варандой              | Варандой              | Большие Варанды, Малые Варанды, Сюжи                                             |
| Вашандарой            | Вашандарой            | Вашандарой, Горгачи, Хьалкин, Зонах, Дуба-Юрт, Дачу-Борзой, Улус-Керт, Яьрш-Мярд |
| Гаттой                | Гӏаьттой              | Гатен Кале, Дех-Йисте                                                            |
| Келой                 | Келой                 | Хал-Келой, Юкерч-Келой, Нуохой                                                   |
| Мяршлой               | Маьршалой             | Маьрш-Кхал                                                                       |
| Ляшкарой              | Лаьшкарой             | Ляшкара                                                                          |
| Нихалой               | Нихалой               | Нихала                                                                           |
| Саной                 | Саной                 | Саной                                                                            |
| Саттой                | Саьттой               | Саьтта, Урд-Юхе                                                                  |
| Сярбалой              | Саьрбалой             | Саьрбала                                                                         |
| Пхамтой               | Пхьамтой              | Памятой, Гуш-Керт, Бекум-Кале, Вярде                                             |
| Тумсой                | Тумсой                | Тумса, Борзе, Редухе,                                                            |
| Халгий                | Хьалг1ой              | Хани-Кал, Мус-Кали                                                               |
| Хаккой                | Хьаккой               | Шатой, Хакка                                                                     |